# 若望一世 (那慕爾)
若望一世（法語：Jean Ier de Namur，1267年—1330年1月31日），那慕爾侯爵，當皮埃爾的居伊之子，1305年至1330年在位。

## 家庭
1310年，若望一世與阿圖瓦的瑪麗結婚，兩人共有5子2女：
1. 若望二世（1311年—1335年）
2. 居伊二世（1312年—1336年）
3. 菲利普三世（1319年—1337年）
4. 布朗歇（英语：Blanche of Namur）（1320年—1363年）
5. 瑪麗（約1322年—約1355年）
6. 羅貝爾（1323年—1391年）
7. 威廉一世（1324年—1391年）